# Elke Winkens
Elke Winkens  (Linnich, Alemania, 25 de marzo de 1970) es una actriz alemano-austríaca. 

## Biografía
Elke Winkens nació en 1970, hija de una holandesa y de un ingeniero alemán dedicado a la construcción de telares en países en vías de desarrollo. 
Pasó su infancia en Holanda, Bélgica, Alemania y África.

## Carrera
Ya a la edad de seis años, tomó clases de ballet, con ocho años empezó a practicar gimnasia y fue una gimnasta de ejecución hasta 1986 (obtuvo varios títulos). 
Winkens fue también cinco veces campeona alemana y dos veces campeona de Europa en el "Baile de las danzas de carnaval". 
A la edad de 18 años se mudó a Londres y vivió allí gracias a una subvención del Centro de Estudios Londres. Luego se trasladó a Viena hasta 1994 y tomó clases de canto, baile y drama para la comedia musical de teatro en la Universidad de Viena.
A través de apariciones con el grupo de cabaret fue descubierta  por las revistas Cell-O-Fun y el Uno, antes de aparecer en televisión.
Su debut en pantalla fue en 1997, en la película Héroes en el Tirol. Ganó fama rápidamente ante una amplia audiencia en Austria. 
En Alemania se daría a conocer más tarde, en 2002, con el papel principal de la serie Comisario Rex.
Elke Winkens participó, en 2008, en el programa austríaco de baile "Danzas de Estrellas", y llegó con su compañero Andy Kainz a la octava y penúltima ronda.

## Filmografía
- 2011: Arschkalt (Kino/ZDF) – dir: André Erkau
- 2010: Judío Suss: auge y caída – dir: Oskar Roehler
- 2010: Kottan ermittelt: Rien ne va plus – dir: Peter Patzak
- 2007 - Pornorama (película con Benno Fürmann).
- 2006 - África, mon amour.
- 2006 - Estamos tan odiado.

- 2006 - Soko Colonia.

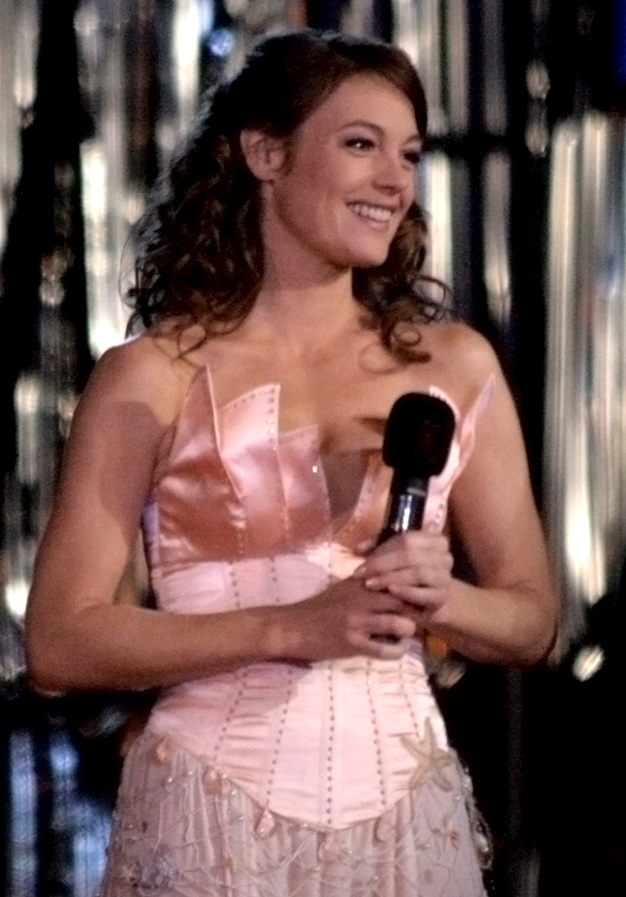
Elke Winkens en 2009.

- 2005 - El Señor de los casos irresolubles Sand (TV).
- 2005 - El Pathologin (TV).
- 2004 - Crazy Race 2 - ¿Por qué el muro en realidad se redujo? (TV).
- 2002 - Comisario Rex (Serie de TV).
- 2001 - Nada como fuera (TV).
- 2000 - Dolce Vita & Co (Serie de TV).
- 2000 - Viena.
- 2000 - La bella muerte (TV).
- 2000 - La mujer que amaba un asesino (TV).
- 2000 - Las tres bestias (TV).
- 1999 - Wanted.
- 1999 - Tome la Hart (TV).
- 1999 - Divorcio sobre ruedas (TV).
- 1999 - ¿Quién ama a crecer alas.
- 1998 - investigación Mädeln.
- 1998 - Uno (TV Magazine).
- 1997 - Las novias (TV).
- 1997 - Héroes en el Tirol.
- 1996 - Cell-O-Fun (TV Magazine).
- 1996 - Los enfermos hermanas (Serie de TV).

## Teatro
- 2008 - Maravilloso mundo (Sala de juegos, Viena).
- 2007 - Luna de miel (Sala de juegos, Viena).
- 2006/07 - La entrevista (Stadttheater, Viena).
- 2005/06 - La extraña pareja (Kammerspiele, Viena).
- 1998 - The Devil's General (Theater in der Josefstadt, Viena).
- 1996 - Los enfermos hermanas (Metropolitana de Viena) con la agitada.
- 1996 - Blondel (Festival de Verano Amstetten).
- 1994 - Evita (Festival de Verano de Schwäbisch Hall).
- 1993 - La cultura es súper (teatro acento, Austria Viena y Tour) con la agitada.